# Guerinita
La guerinita és un mineral de la classe dels fosfats. Va rebre el nom per Yevgeny I. Nefedov el 1961 per Henri Guérin [1906- ], químic de la Universitat de París Sud, a Orsay, França, qui va sintetitzar el compost.

## Característiques
La guerinita és un arsenat de fórmula química Ca₆(HAsO₄)₃(AsO₄)₂(H₂O)₉·1,5H₂O. Cristal·litza en el sistema monoclínic. La seva duresa a l'escala de Mohs és 1,5.
Segons la classificació de Nickel-Strunz, la guerinita pertany a «02.CJ: Fosfats sense anions addicionals, amb H₂O, només amb cations de mida gran» juntament amb els següents minerals: estercorita, mundrabil·laïta, swaknoïta, nabafita, nastrofita, haidingerita, vladimirita, ferrarisita, machatschkiïta, faunouxita, rauenthalita, brockita, grayita, rabdofana-(Ce), rabdofana-(La), rabdofana-(Nd), tristramita, smirnovskita, ardealita, brushita, churchita-(Y), farmacolita, churchita-(Nd), mcnearita, dorfmanita, sincosita, bariosincosita, catalanoïta i ningyoïta.

## Formació i jaciments
Va ser descoberta a la mina Daniel, a la localitat de Neustädtel, al districte d'Erzgebirge (Saxònia, Alemanya). També ha estat descrita a altres indrets d'Alemanya, així com a França, Grècia, Txèquia, Eslovàquia, Suïssa, el Marroc, el Japó, el Canadà i els Estats Units.